# April O'Neil
April O'Neil é uma personagem fictícia da banda desenhada Teenage Mutant Ninja Turtles e de toda a media relacionada. Em todas as histórias em que aparece, April é amiga e principal aliada humana das Tartarugas Ninja. Em grande parte das histórias, April torna-se um interesse amoroso de Casey Jones.
Criada por Kevin Eastman e Peter Laird, April apareceu pela primeira vez em outubro de 1984 no livro Teenage Mutant Ninja Turtles #2 como uma programadora de informática e assistente do cientista louco Baxter Stockman. Mais tarde, na primeira série de animação, é descrita como uma repórter de noticiários muito empenhada, profissão que repetiria nos filmes. Na animação de 2012, April é uma adolescente em vez de uma jovem adulta. April teve a voz de Renae Jacobs na série de 1987, Veronica Taylor na série de 2003, Sarah Michelle Gellar no filme de 2007, TMNT, Mae Whitman na série de 2012, Kat Graham na animação Rise of the Teenage Mutant Ninja Turtles, e Ayo Edebiri no filme de 2023 Teenage Mutant Ninja Turtles: Mutant Mayhem. Nos filmes já foi interpretada por Judith Hoag (1990), Paige Turco (1991 e 1993) e Megan Fox (2014 e 2016).